# Всероссийский научно-исследовательский институт гидротехники имени Б. Е. Веденеева

Гидрологическая лаборатория (фото конца 1980-х) с масштабной моделью Невской губы и бассейном. С 1997 года здесь располагается первый в России магазин «Максидом»

Всероссийский научно-исследовательский институт гидротехники имени Б. Е. Веденеева (ВНИИГ) — отраслевой научно-исследовательский центр по вопросам гидротехнического и энергетического строительства, а также эксплуатации гидротехнических объектов..

## История
Институт гидротехники был основан в РСФСР в 1921 году при Сельскохозяйственном учёном комитете согласно Постановлению Совета Народных Комиссаров от 5 сентября для решения наиболее актуальных вопросов в обрасти мелиорации и первоначально назывался Научно-мелиорационный институт (НМИ). В 1931 году учреждение было переименовано в Научно-исследовательский институт гидротехники, а с 1940 года — Всесоюзный научно-исследовательский институт гидротехники (ВНИИГ). О том насколько необходимо было создание подобного учреждения говорит тот факт, что НМИ был создан в самый разгар Гражданской войны в России, когда противоборствующие стороны отправляли все возможные материально-технические ресурсы на фронт.
Во время Великой Отечественной войны сотрудники Всесоюзного научно-исследовательского института гидротехники принимали непосредственное участие в создании фортификационных сооружений на Волховском и Ленинградском фронтах фронтах, Дороги жизни через Ладожское озеро во время блокады Ленинграда, а после эвакуации персонала в столицу УзССР изучали возможности для строительства ГЭС на среднеазиатских реках. С 1943 года сотрудники ВНИИГ сосредоточились в основном на работах по восстановлению разрушенных гитлеровцами ГЭС (Верхнесвирской, Волховской, Днепровской и других).
В 1946 году Всероссийскому научно-исследовательскому институту гидротехники было присвоено имя выдающегося советского гидротехника Бориса Евгеньевича Веденеева (учёный умер незадолго до этого).
В 1959 году филиал института был основан в городе Красноярске (СибВНИИГ), а к 1962 году институт имел производственной базы в Днепродзержинске, Ивангороде и Нарве.
В 1971 году заслуги ВНИИГ имени Б. Е. Веденеева были отмечены орденом Трудового Красного Знамени.
Теоретические наработки и экспериментальные исследования ВНИИГ стали базисом при проектировании и строительстве около двух сотен гидроэлектростанций, более сотни ТЭС и АЭС и огромного числа других мелиоративных и гидротехнических объектов.

## Директора НМИ-ВНИИГ
- Ризенкампф, Георгий Константинович — 1921—1929
- Москвитинов, Иван Иосифович — 1929—1930
- Меерсон, Илья Григорьевич — 1930—1931
- Проворов, Пётр Николаевич — 1931—1937
- Панарин, Николай Яковлевич — 1937—1938
- Михайлов, Сергей Дмитриевич — 1938—1941
- Касьянов, Георгий Иванович 1941—1946
- Проскуряков, Борис Владимирович — 1946—1963
- Складнев, Михаил Фёдорович — 1963—1984
- Картелев, Борис Григорьевич — 1984—1992
- Ивашинцов, Дмитрий Александрович — 1992—2003
- Беллендир, Евгений Николаевич — 2008—2016
- Орищук, Роман Николаевич — 2016—2021
- Савченков, Степан Николаевич — и. о. 2021—2023
- Штильман, Владимир Борисович — с 01.06.2023